# Jaroslav Brychta
Jaroslav Brychta (ur. 9 marca 1895 w dzielnicy Litomyšli o nazwie Pohodlí, zm. 5 października 1971 w Železným Brodzie) – czeski przedstawiciel sztuk wizualnych, rzeźbiarz, pedagog, artysta w szkle. Ojciec Jaroslavy Brychtovej.

## Życiorys
Z wykształcenia był sztukatorem. W latach 1912–18 studiował (najpierw wieczorowo, później w trybie stacjonarnym) w Wyższej Szkole Rzemiosła Artystycznego w Pradze. Uczył się u profesorów Josefa Drahoňovskiego, Celdy Klouček i Bohumila Kafki. Po studiach postanowił poświęcić się rzeźbie. W 1919 otrzymał stypendium szkół szklarskich w Novým Borze i Kamenickým Šenovie. W tym okresie na poważnie zainteresował się szklarstwem, które stało się jego wiodącą działalnością artystyczną. W 1920 został mianowany profesorem w nowo powstałej szkole szklarstwa w Železnym Brodzie, wkrótce potem został jej dyrektorem. Funkcję tę pełnił do 1960 roku. Tworzył rzeźby portretowe, reliefy, tablice pamiątkowe i medale, a od 1921 także szklane figurki, do produkcji których stopniowo wprowadzał szereg nowych usprawnień. Znany był również ze swoich kompozycji monotematycznych (m.in. Harcerze na wycieczce, Akwarium, Szklany Raj czy Czeska Szopka). Od pierwszej połowy lat 40. XX wieku rozpoczęto testową produkcję figurek (zaprojektowanych przez Brychtę) w czeskich hutach szkła. Brychta zajmował się też odlewaniem szkła w formach w oparciu o technikę pate du verre. Zmarł 5 października 1971.
Dziś prace Brychty można zobaczyć w wielu muzeach i galeriach na terenie Czech, między innymi w Muzeum Miejskim w Železnym Brodzie, Muzeum Szkła i Biżuterii Szklanej w Jabloncu nad Nysą, Muzeum Sztuki Użytkowej w Pradze, Muzeum Północnoczeskim w Libercu, Muzeum Regionalnym w Litomyšli i Galerii Morawskiej w Brnie.

## Nagrody i wyróżnienia
- Grand Prix na Targach Expo 1935 w Brukseli[2]
- Grand Prix na Targach Expo 1937 w Paryżu[2]